# Kembo Uba Kembo
Kembo Uba Kembo (27. prosince 1947, Matete – 26. března 2007, Kinshasa) byl konžský fotbalový záložník. Zemřel 26. března 2007 ve věku 59 let na rakovinu.

## Fotbalová kariéra
Byl členem reprezentace Zairu na Mistrovství světa ve fotbale 1974, nastoupil ve všech 3 utkáních. Za reprezentaci DR Kongo/Zairu hrál v letech 1967–1976. Na klubové úrovni hrál za AS Vita Club, se kterým získal 7 mistrovských titulů.